# Masni pretok
Másni pretòk (tudi másni tók; oznaka Φm) je določen z maso tekočine, ki steče v časovni enoti skozi izbrani presek:
{\displaystyle \Phi _{m}={\frac {{\rm {d}}m}{{\rm {d}}t}}\!\,.}
Kot masni pretok na enoto površine je določena gostota masnega toka.
Mednarodni sistem enot predpisuje za masni pretok izpeljano enoto kg/s.